# Navegantes
Navegantes este un oraș în Santa Catarina (SC), Brazilia.